# Pidonia masakii
Pidonia masakii är en skalbaggsart som beskrevs av Koichi Tamanuki 1942. Pidonia masakii ingår i släktet Pidonia och familjen långhorningar. Inga underarter finns listade i Catalogue of Life.